# برتا هروبا
برتا هروبا (چکی: Berta Hrubá؛ ۸ آوریل ۱۹۴۶ – ۲۴ ژوئیهٔ ۱۹۹۸) بازیکن هاکی روی چمن اهل چکسلواکی بود.